# Rosa 'Centenaire de Lourdes'
'Centenaire de Lourdes' ('DELge'el nombre del obtentor registrado), es un cultivar de rosa que fue conseguido en Francia en 1958 por el rosalista francés Delbard-Chabert.
El grupo Floribunda son rosales que presentan flores agrupadas. Todos ellos fueron creados por hibridación de un antepasado común, Rosa multiflora, rosal trepador traído a Europa desde el Japón en el siglo XVIII.

## Descripción
'Centenaire de Lourdes' es una rosa moderna cultivar del grupo Floribunda.
El cultivar procede del cruce de Semillas: 'Frau Karl Druschki' (híbrido perpetua, Lammerts, 1901) x planta de semillero y Polen: planta de semillero.
Las formas arbustivas del cultivar tienen porte erguido y alcanza de 90 a 200 cm de alto con más de 60 cm de ancho. Las hojas son de color verde oscuro y brillante.
Sus delicadas flores de color rosa intenso. Fragancia suave. Semi-doble (9 a 16 pétalos), florece en ramo, en grupos de nueve a cincuenta y cinco flores, ligeramente fragantes. Forma flor en forma de copa.
La floración es remontante casi continua desde junio a las primeras heladas.

## Origen
El cultivar fue desarrollado en Francia por el prolífico rosalista francés Delbard-Chabert  en 1958. 'Centenaire de Lourdes' es una rosa híbrida con ascendentes parentales de Semillas: 'Frau Karl Druschki' (híbrido perpetua, Lammerts, 1901) x planta de semillero y Polen: planta de semillero.
El obtentor fue registrado bajo el nombre cultivar de 'DELge' por Delbard-Chabert en 1958 y se le dio el nombre comercial de exhibición 'Centenaire de Lourdes' ®.
También se la reconoce por los sinónimos de 'Centennaire de Lourdes', 'DELge' y 'Mrs. Jones'.

## ObtentoresyVariedadesderivadas
Hay una variedad de flores rojas y fragancia de jazmín, 'Centenaire de Lourdes rouge'.
Por sus características deseables se ha utilizado a 'Centenaire de Lourdes' como parental ascendente de los siguientes obtentores,

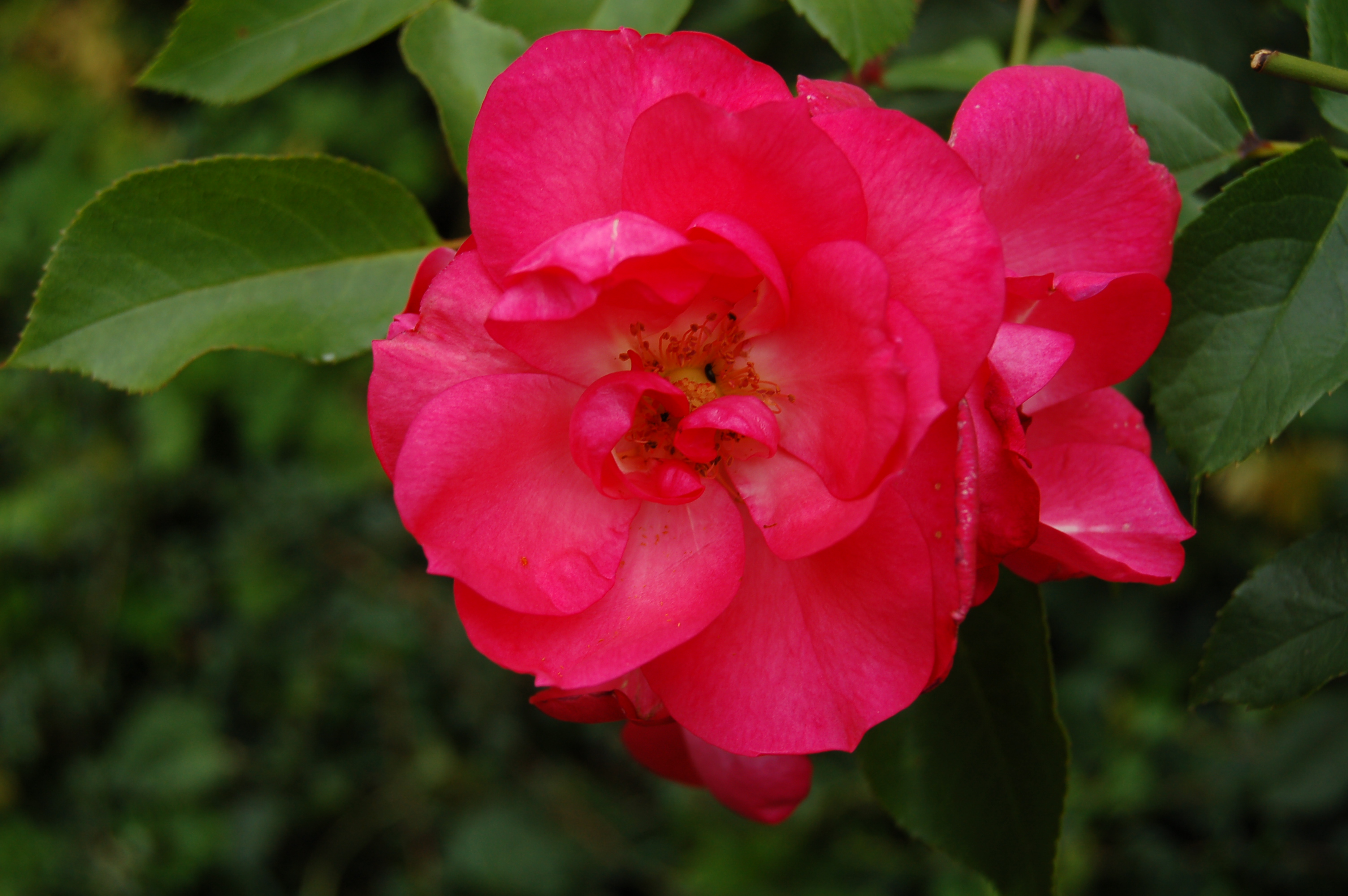
Rosa 'Anne de Bretagne', Meilland 1979 (Francia). Obtentor conseguido con semillas:'MALcair' × 'Danse des Sylphes'; polen:('Zambra' ® × 'Zambra' ®) × 'Centenaire de Lourdes'.
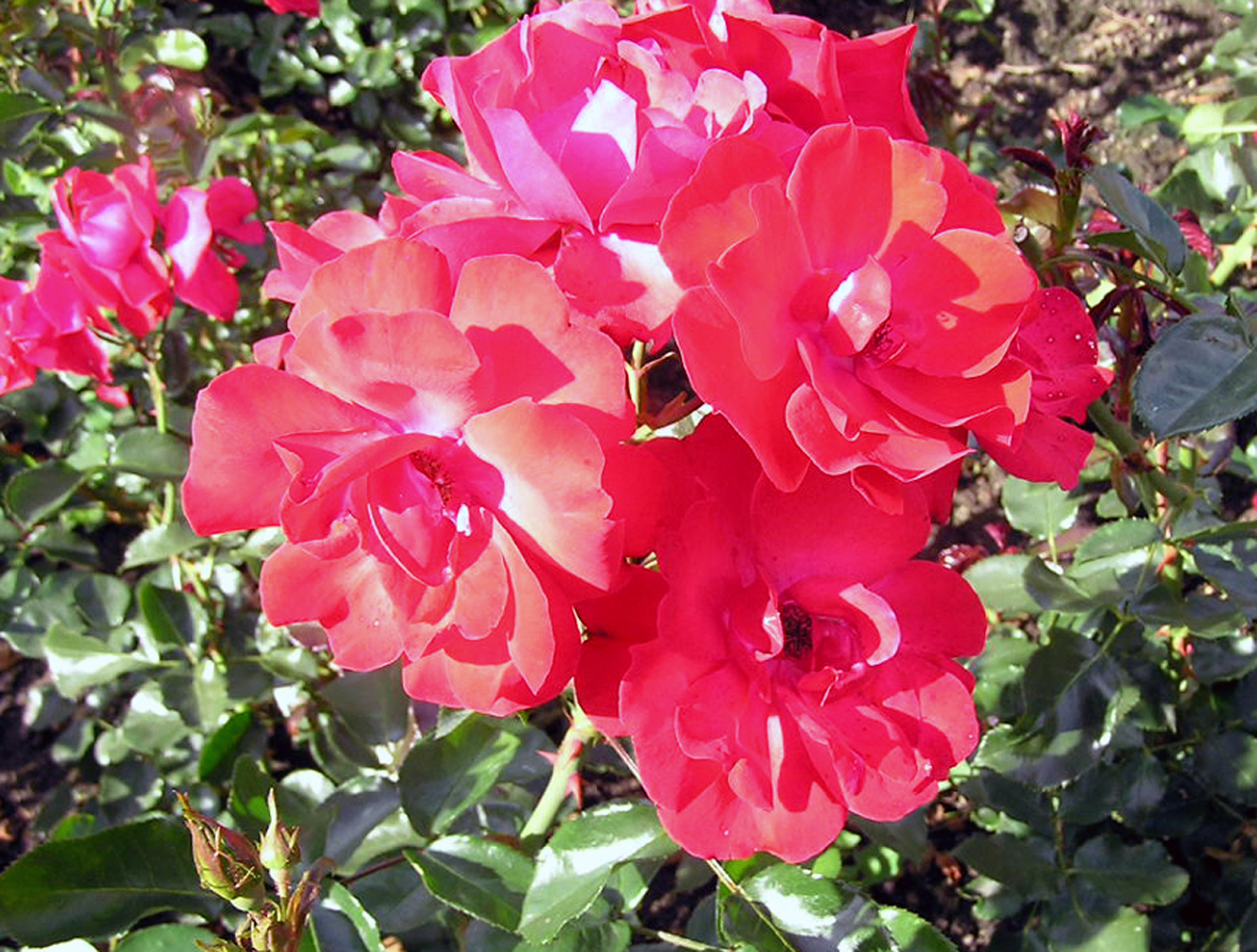
Rosa 'Paprika', Meilland 1995 (Francia). Obtentor conseguido con semillas:'Centenaire de Lourdes' × 'Picasso'; polen: 'Sparkling Scarlet'.
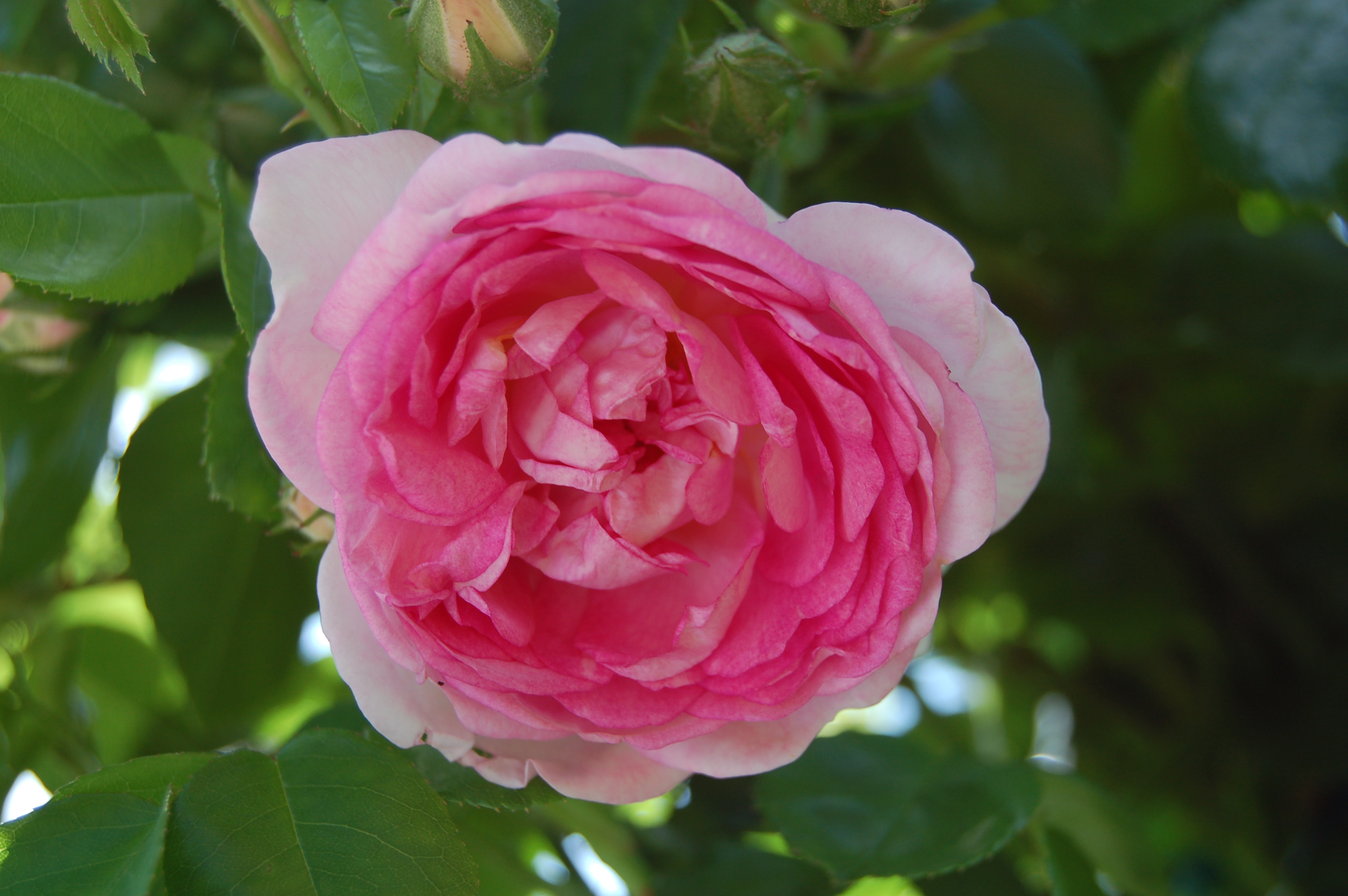
Rosa 'Jasmina', Kordes 1997 (Alemania). Obtentor conseguido con semillas: planta de semillero x 'Centenaire de Lourdes'.
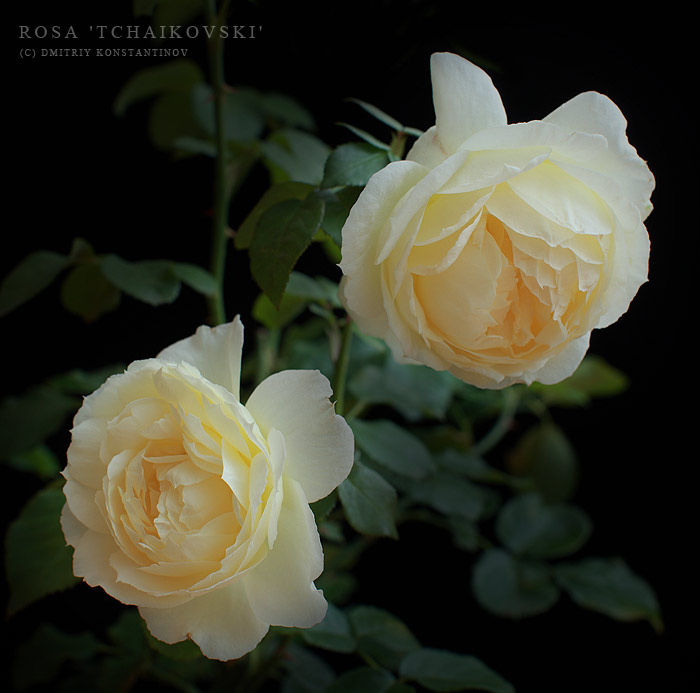
Rosa 'Tchaikovski', Meilland 2004 (Francia). Obtentor conseguido con semillas: 'Anthony Meilland' x 'Landora' ®; polen: 'DELge'.

## Premios y galardones
En 1994, la rosa 'Centenaire de Lourdes' fue seleccionado por el Congreso Mundial de la rosa (World Congress Rose) entre las diez primeras rosas en el mundo.

## Cultivo
Aunque las plantas están generalmente libres de enfermedades, es posible que sufran de punto negro en climas más húmedos o en situaciones donde la circulación de aire es limitada. Las plantas toleran la sombra, a pesar de que se desarrollan mejor a pleno sol. En América del Norte son capaces de ser cultivadas en USDA Hardiness Zones 6b a 9b. La resistencia y la popularidad de la variedad han visto generalizado su uso en cultivos en todo el mundo.
Puede ser utilizado para las flores cortadas, jardín o pie guía. Vigorosa. En la poda de Primavera es conveniente retirar las cañas viejas y madera muerta o enferma y recortar cañas que se cruzan. En climas más cálidos, recortar las cañas que quedan en alrededor de un tercio. En las zonas más frías, probablemente hay que podar un poco más que eso. Requiere protección contra la congelación de las heladas invernales.

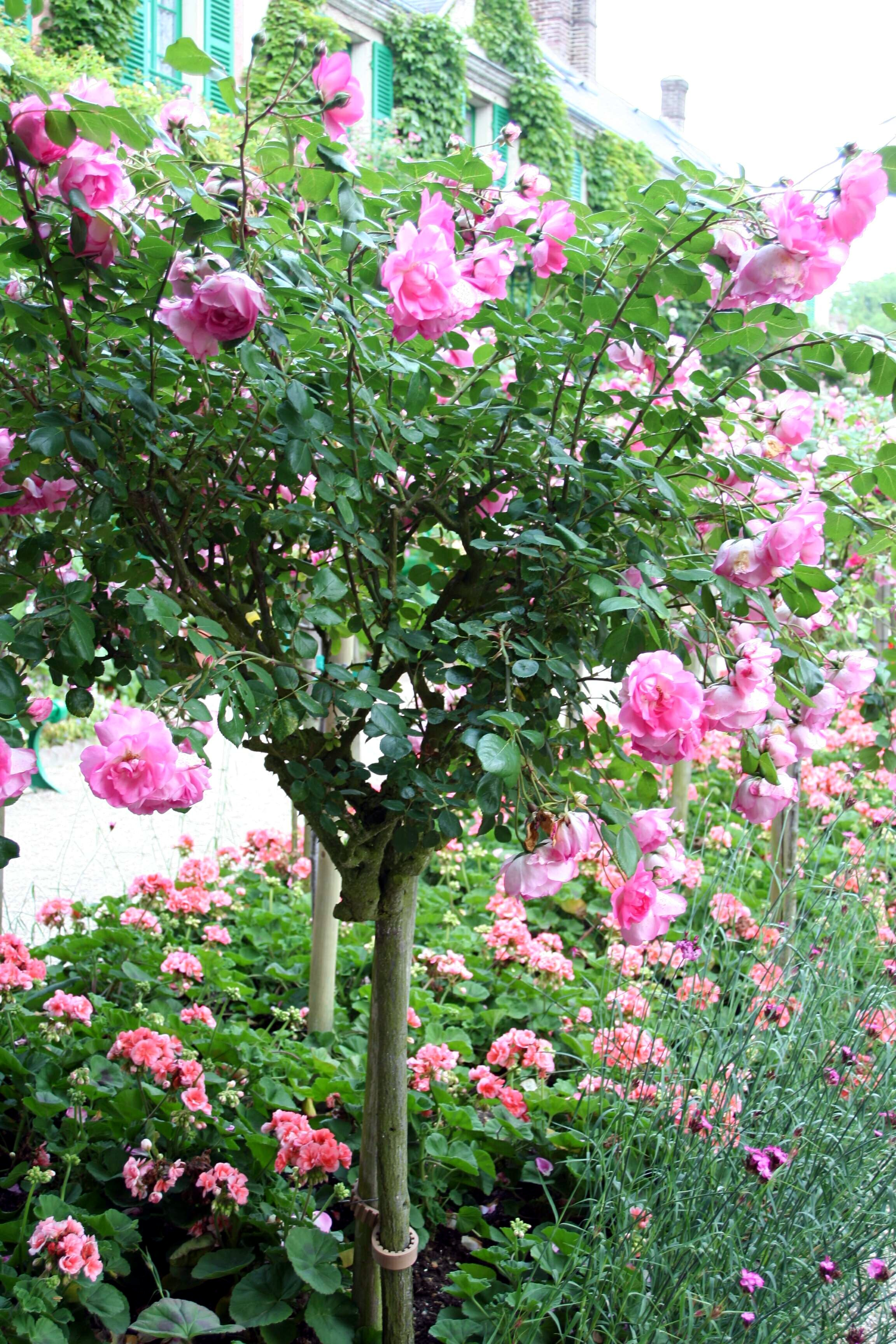
Rosa 'Centenaire de Lourdes' en el  jardín de Claude Monet en Giverny - Eure (Francia)
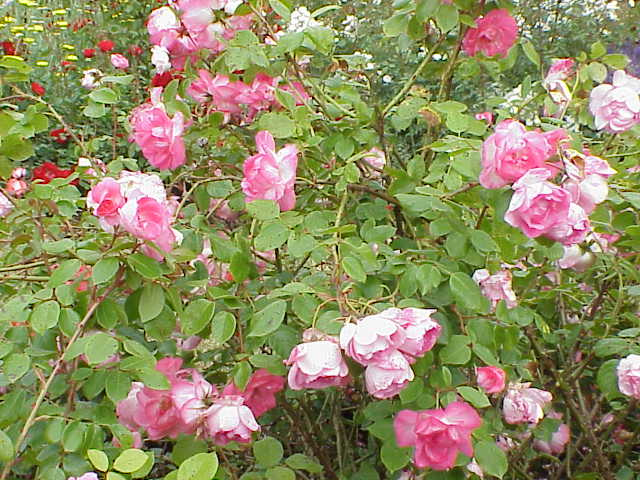
Rosa 'Centenaire de Lourdes'.
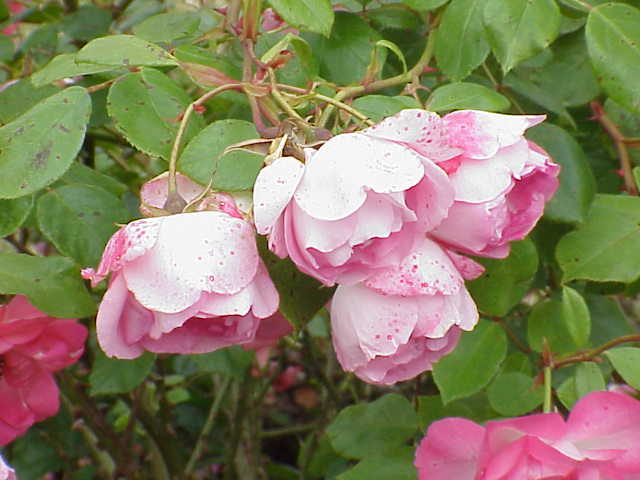
Rosa 'Centenaire de Lourdes'.
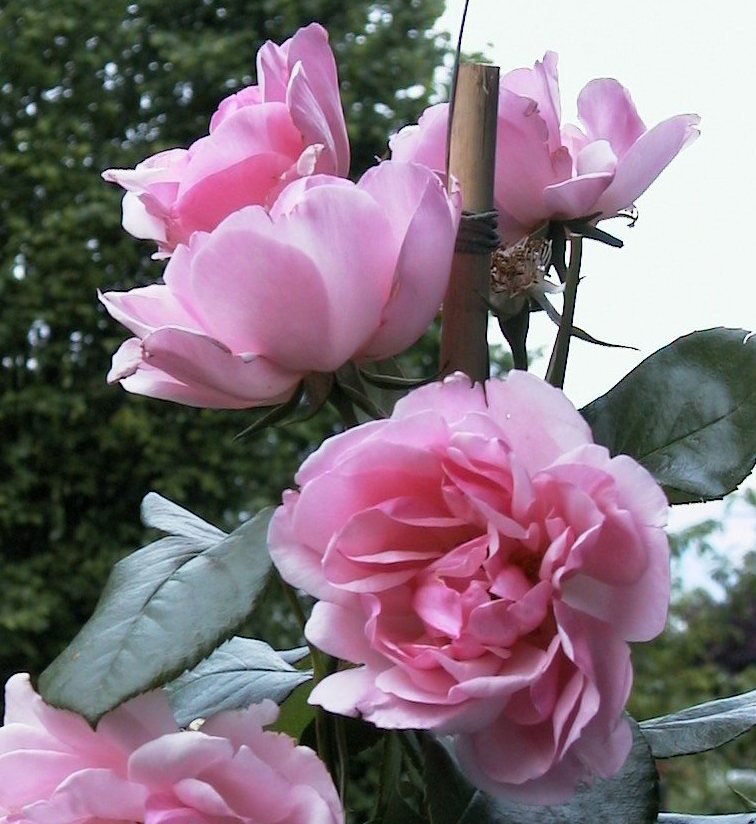
Rosa 'Centenaire de Lourdes'.